# Ţara Bârsei

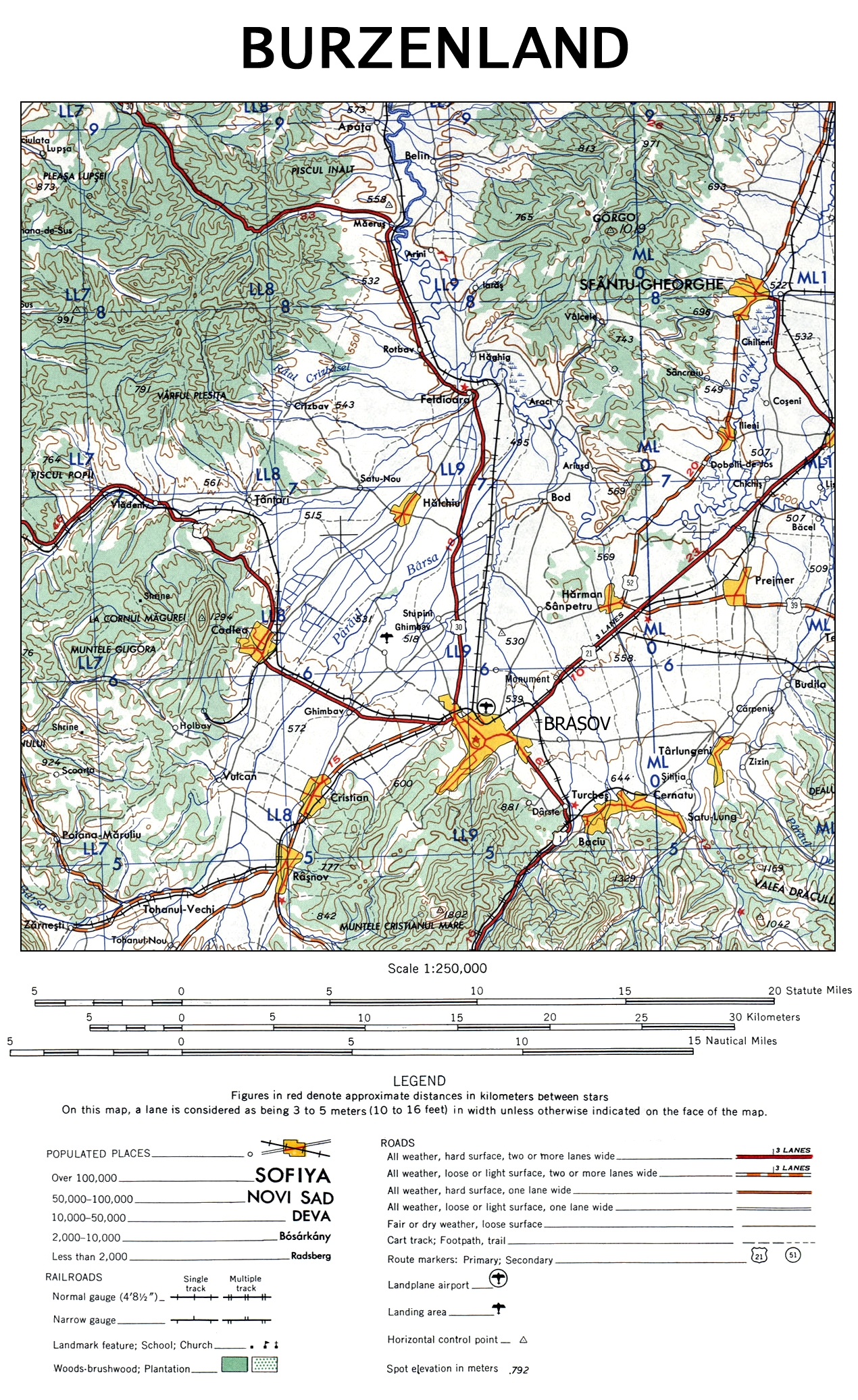
Mapa de Burzenland.

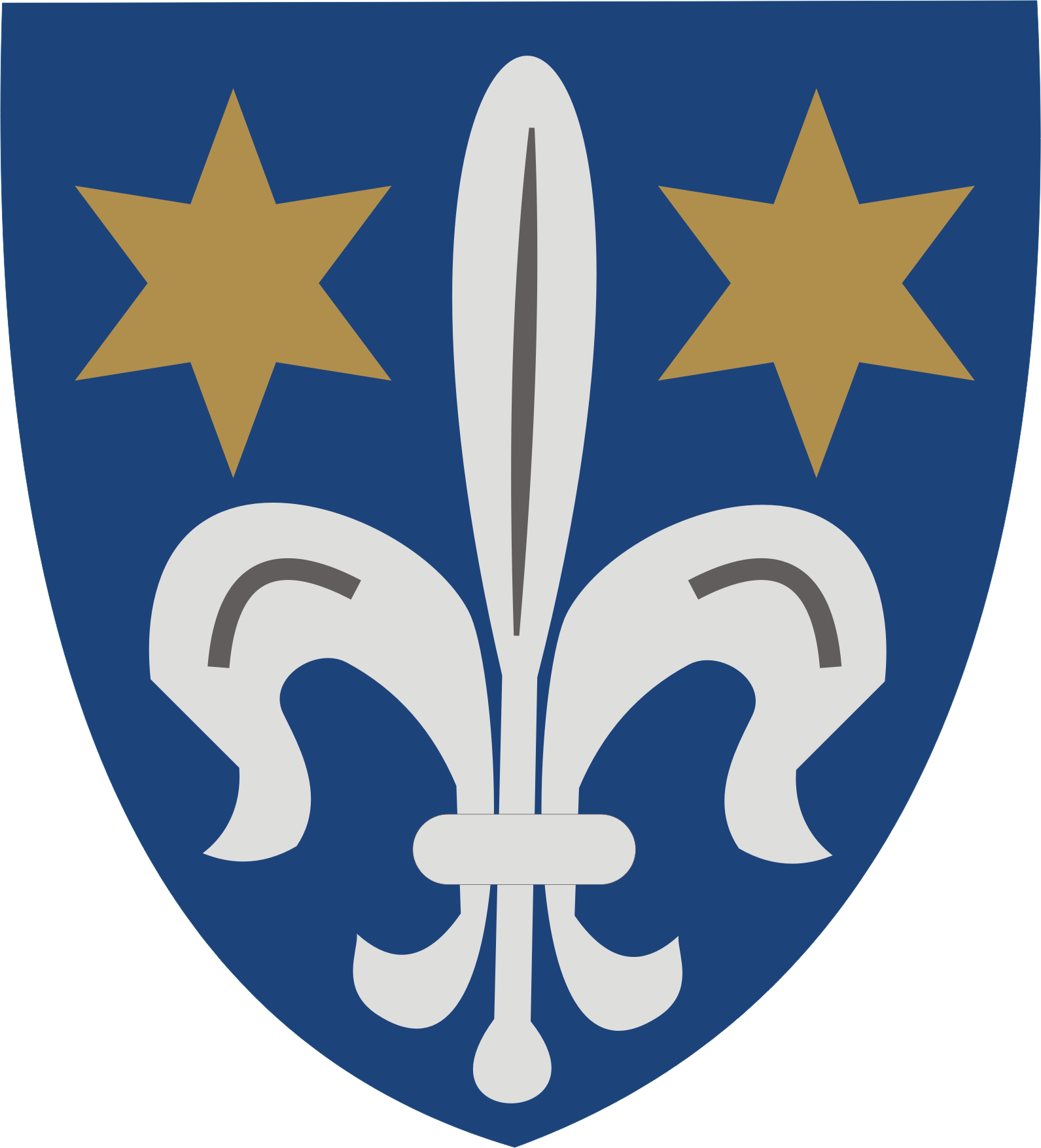
Escudo de armas de Burzenland.

Ţara Bârsei o Burzenland (listenⓘ; en húngaro: Barcaság) es un región histórica y etnográfica del sudeste de Transilvania, en Rumania, con una población mixta de rumanos, alemanes y húngaros.

## Geografía
Burzenland se halla en los Cárpatos meridionales, limitado aproximadamente por Apața en el norte, Bran en el sudoeste y Prejmer en el este. Su ciudad más importante es Brașov. Recibe su nombre del arroyo Bârsa (Barca, Burzen, 1231: Borza), afluente del Olt. Probablemte la palabra bârsa tenga origen dacio.

## Historia

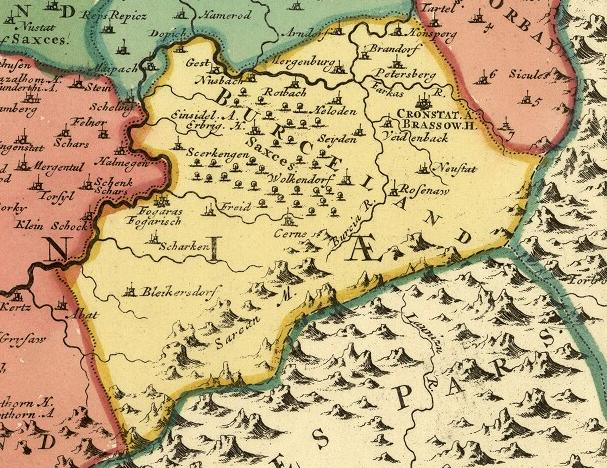
Mapa de Burzenland en el.

### Edad Media
Según la evidencia arqueológica, parece que la colonización alemana de la región comenzó a mediados del siglo XII durante el reinado del rey Géza II de Hungría Los colonos alemanes de esta región están atestiguados en documentos que datan de 1192 cuando se menciona que terra Bozza fue colonizada por alemanes (Theutonici).
En 1211, el rey Andrés II de Hungría entregó la región a los Caballeros Teutónicos a cambio de proteger la frontera sureste del reino de Hungría contra los cumanos. Si bien el rey retuvo su derecho a acuñar moneda y derechos sobre depósitos de oro o plata que fueran descubiertos, otorgó a la Orden Teutónica el derecho a establecer mercados y administrar justicia. Los cruzados también estaban libres de impuestos y peajes. Los Caballeros Teutónicos comenzaron a construir fuertes de madera y tierra en la zona y habían construido cinco castillos (quinque castra fortia): Marienburg, Schwarzenburg, Rosenau, Kreuzburg y Kronstadt,  algunos de los cuales estaban hechos de piedra. La orden militar logró reducir la amenaza de los cumanos nómadas. Los sajones medievales del Sacro Imperio Romano Germánico desarrollaron granjas y aldeas cercanas para apoyar los fuertes y colonizar la tierra. El territorio ya estaba poblado en el momento en que se disputó, pero algunas fuentes medievales indican que estaba deshabitada, una opinión cuestionada por algunos estudiosos que invocan pruebas arqueológicas y documentales. Los abundantes rendimientos agrícolas llevaron a una mayor colonización por parte de inmigrantes alemanes.
Sin embargo, los Caballeros Teutónicos ignoraron los derechos del obispado local y enojaron a la nobleza húngara que ya tenía colonos en la región. Dirigida por Béla, el heredero al trono, la nobleza insistió en la necesidad de expulsar a los caballeros al rey Andrés II después de su regreso de la Quinta Cruzada. El Gran Maestre Hermann von Salza intentó aflojar los lazos de la Orden con la corona húngara acercándose al Papado. Posteriormente, Andrés desalojó a la Orden con su ejército en 1225, aunque el Papa Honorio III protestó sin resultado alguno. El confuso estatus de los Caballeros Teutónicos dentro del Reino de Hungría llevó a Hermann von Salza a insistir en la autonomía antes de entregar la orden militar a Prusia.[10]
Junto con los alemanes, los reyes de Hungría también establecieron sículos y pechenegos en la región durante los siglos XII y XIII. La evidencia arqueológica del mismo período también sugiere una fuerte población rumana que habita en los pueblos más tarde conocidos como Șcheii Brașovului, Satulung, Baciu, Cernatu y Turcheș (el primero es hoy parte de Brașov, mientras que los últimos cuatro son hoy parte de la ciudad adyacente de Săcele). En la segunda mitad del siglo XIII la población rumana está atestiguada tanto en la región de Bran (1252) y en Tohani (1294), mientras que en la segunda mitad del siglo XV de nueve pueblos del dominio de Bran siete eran rumanos (villae valachicales, Bleschdörfer) y sólo dos alemanes.
En la Conferencia de Lutsk de 1429, Segismundo, Emperador del Sacro Imperio Romano Germánico y Rey de Hungría, sugirió que los Caballeros Teutónicos defendieran la región durante las guerras otomanas en Europa. Dirigido por Claus von Redewitz, un destacamento de caballeros de Prusia estuvo estacionado en Burzenland hasta que la mitad murió durante una campaña otomana en 1432.

### sigloXX
Los sajones de Transilvania permanecieron en Burzenland hasta el siglo XX. A partir de 1976, la mayoría de estos alemanes comenzaron a emigrar a Alemania Occidental con la aprobación del régimen comunista rumano.

## Ciudades

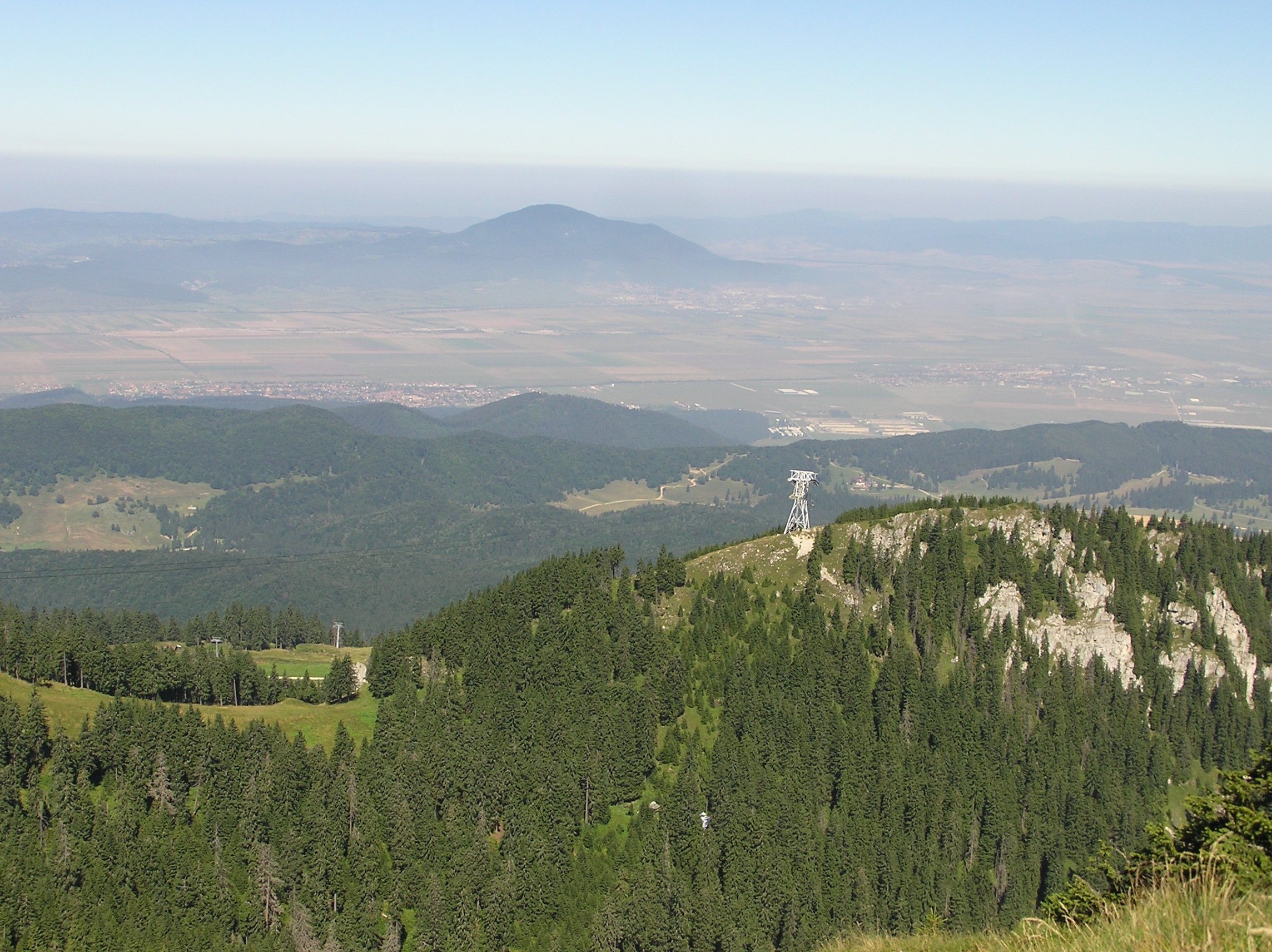
Vista de parte de Burzenland desde el pico Postăvaru. Ghimbav se halla a la derecha y Codlea puede verse en la distancia sobre Măgura Codlei.

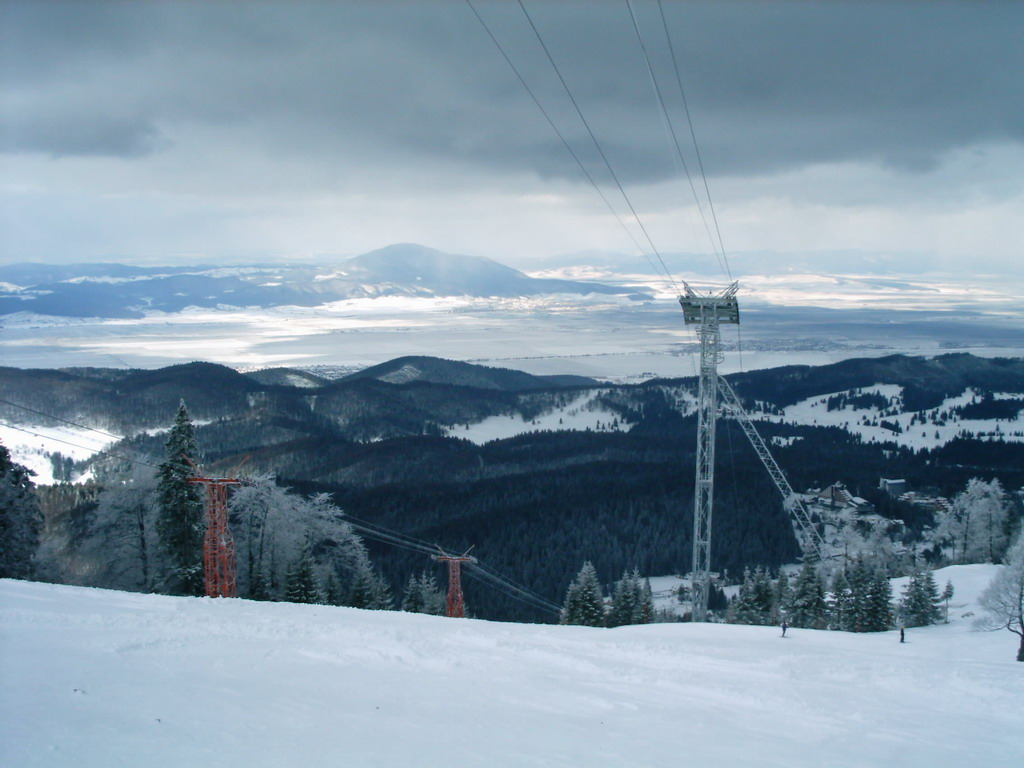
Misma vista en invierno.

En cada caso, se dan primero los nombreas actuales en rumano, seguido por el nombre alemán y el nombre húngaro.
- Apața (Geist, Apáca)
- Bod (Brenndorf, Botfalva)
- Bran (Törzburg, Törcsvár)
- Brașov (Kronstadt, Brassó)
- Codlea (Zeiden, Feketehalom)
- Cristian (Neustadt, Keresztényfalva)
- Crizbav (Krebsbach, Krizba)
- Dumbrăviţa (Schnakendorf, Szunyogszék)
- Feldioara (Marienburg, Földvár)
- Ghimbav (Weidenbach, Vidombák)
- Hălchiu (Heldsdorf, Höltövény)
- Hărman (Honigberg, Szászhermány)
- Măieruș (Nußbach, Szászmagyarós)
- Prejmer (Tartlau, Prázsmár)
- Râșnov (Rosenau, Barcarozsnyó)
- Rotbav (Rotbach, Szászveresmart)
- Săcele (Siebendörfer, Szecseleváros / Négyfalu)
- Sânpetru (Petersberg, Barcaszentpéter)
- Şercaia (Schirkanyen, Sárkány)
- Vulcan (Wolkendorf,  Szászvolkány)
- Zărnești (Zernescht, Zernest)